# Škoda Superb II
| Sterne im Euro-NCAP-Crashtest | Fünf Sterne im Euro-NCAP-Crashtest |

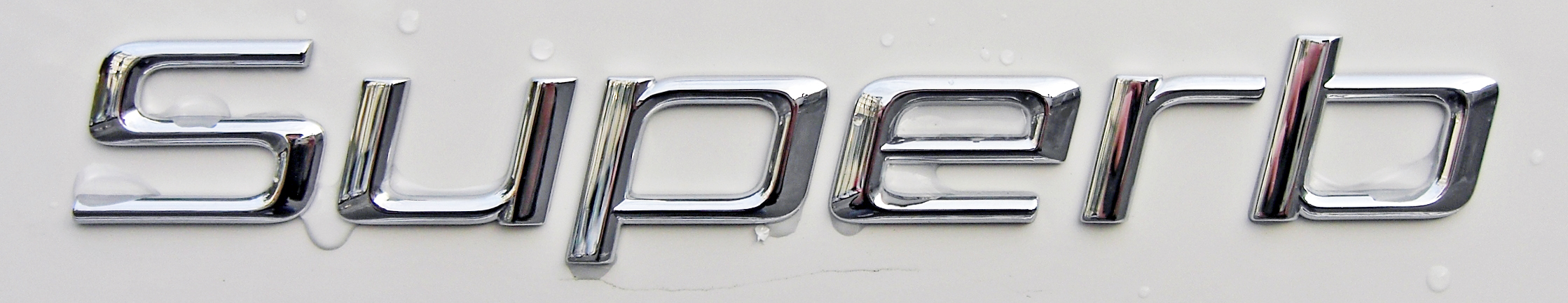
Schriftzug Superb

Der Škoda Superb II ist die im März 2008 auf dem Genfer Auto-Salon vorgestellte zweite Generation des Superb. Das Fahrzeug bezieht seine technischen Komponenten zum Teil aus dem Konzernbaukasten von Volkswagen. Dabei wird allerdings nicht mehr die Plattform des VW Passat B5 (PL45+) mit längs eingebauten Motoren genutzt, sondern wie beim VW Passat B6 und VW Passat CC die Plattform PQ46 für quer eingebaute Motoren. Die unterschiedlichen Radstände werden mit „Spacer“-Elementen in der Bodengruppe erreicht.
Die zweite Generation ist dadurch – hauptsächlich im Innenraum – weiter gewachsen. Während das Kraftfahrt-Bundesamt die Eingruppierung des Superb in das Segment Mittelklasse beibehielt, ordnet die Fachpresse den Superb II teilweise der oberen Mittelklasse zu. Das Stufenheckmodell hat nun (wie die Octavia-Limousine) eine große Heckklappe.

## Modellgeschichte
Der Verkaufsstart für den Superb II fand Anfang Juli 2008 zu Preisen ab 22.990 Euro (Basis 1.4 TSI) statt.
Auf der IAA 2009 wurde zudem ein klassischer Kombi als Karosserievariante gezeigt; er wurde seit Januar 2010 verkauft. Die Motoren, mit Ausnahme des 1.9 TDI, entsprechen der Limousine.
Auf der Auto Shanghai 2009 wurde der „Superb Hao Rui“ für den chinesischen Markt vorgestellt.
Zur tschechischen Ratspräsidentschaft der EU im ersten Halbjahr 2009 bekamen die Mitglieder insgesamt 27 Fahrzeuge mit einem 3,6 FSI V6 mit 191 kW, Allradantrieb und DSG-Schaltung.

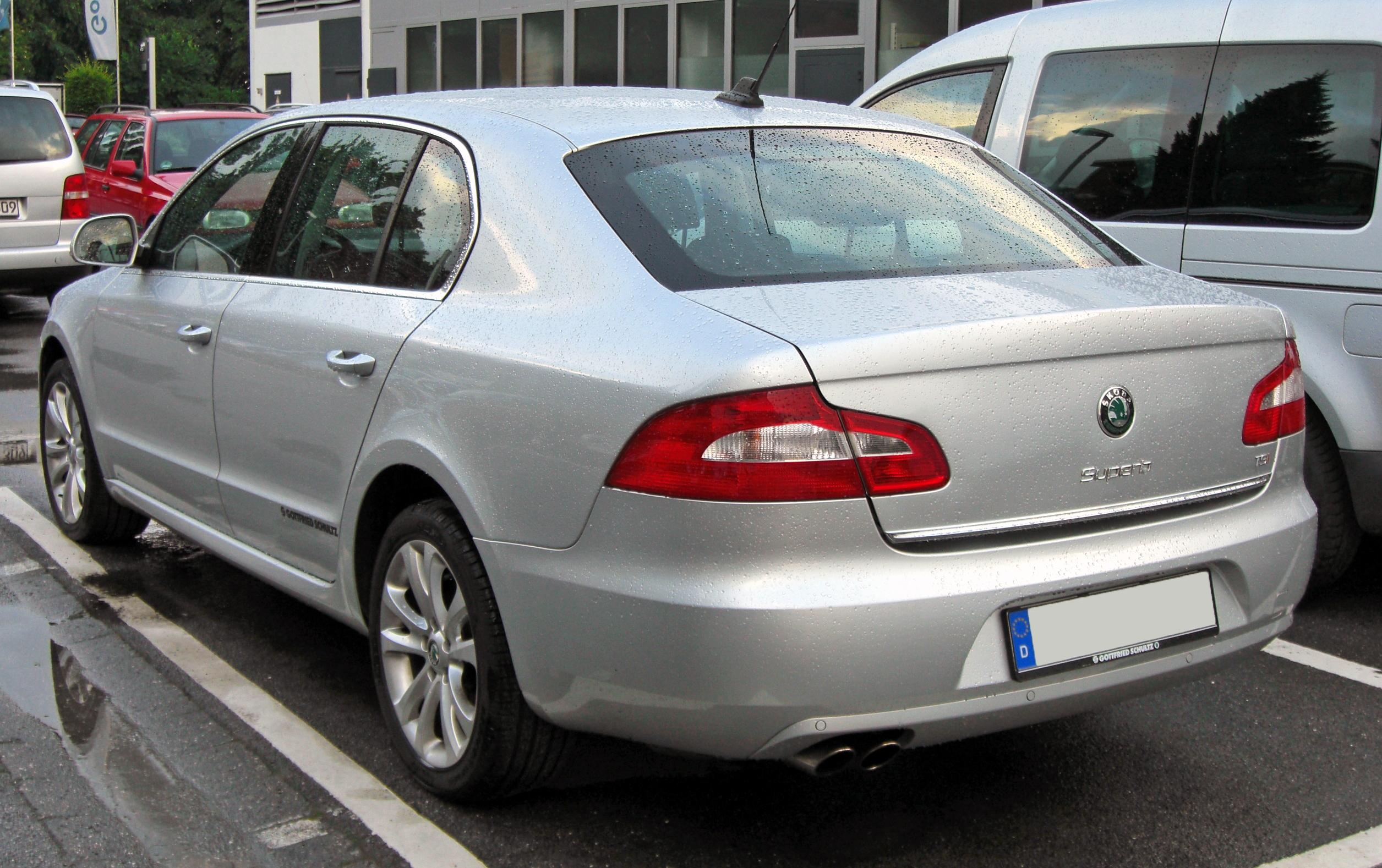
Heckansicht
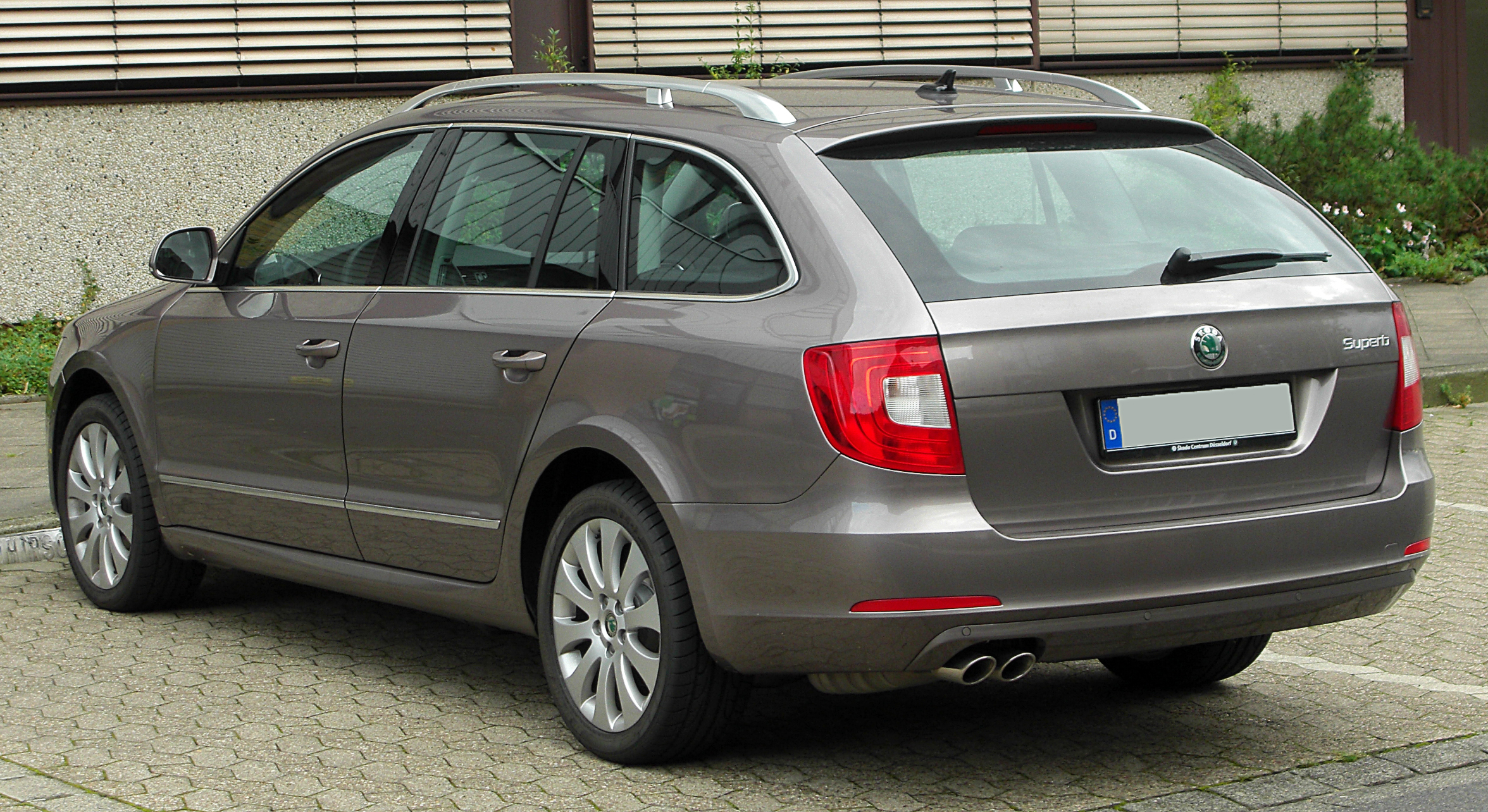
Škoda Superb Combi (2010–2013)
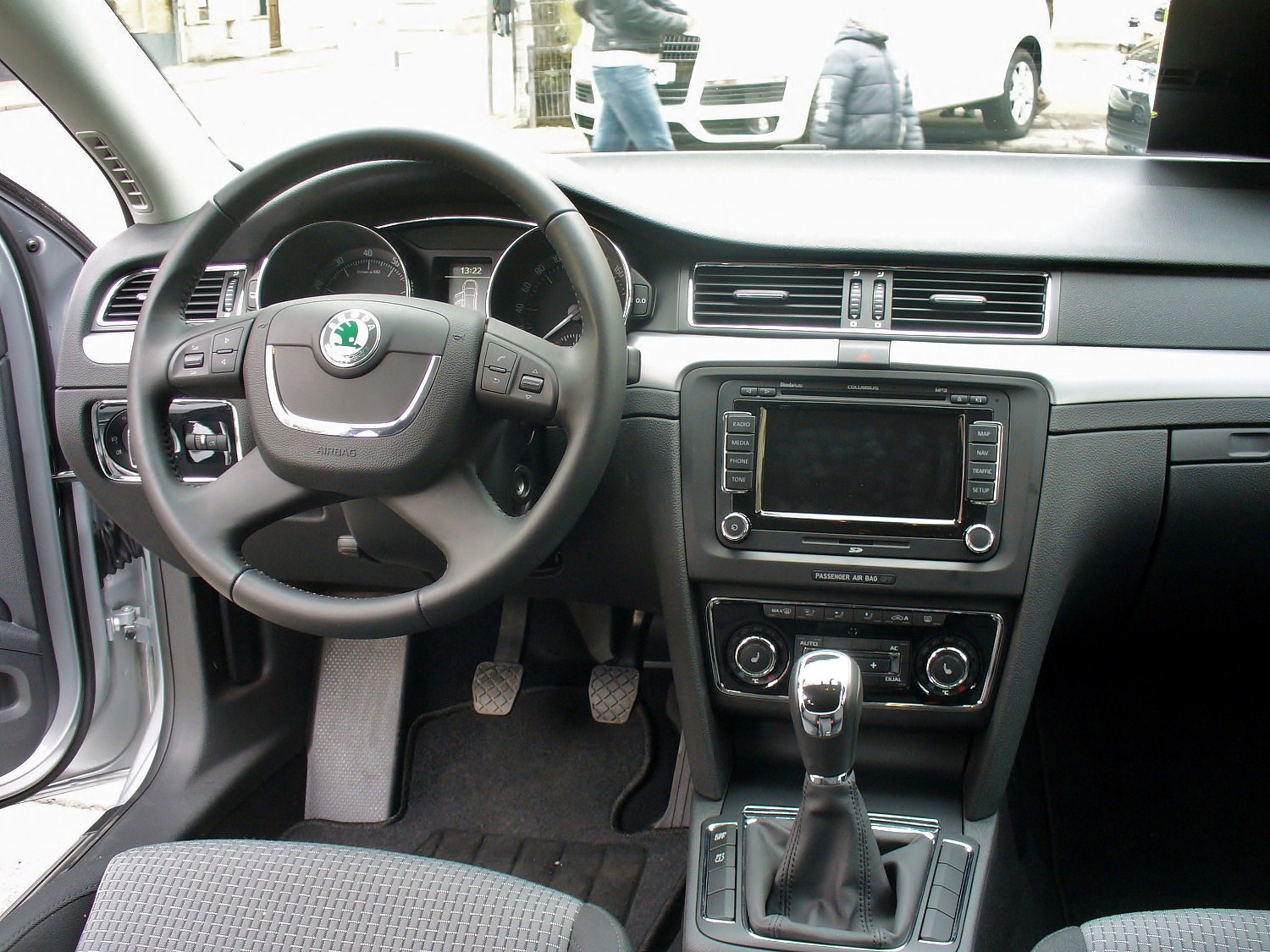
Interieur
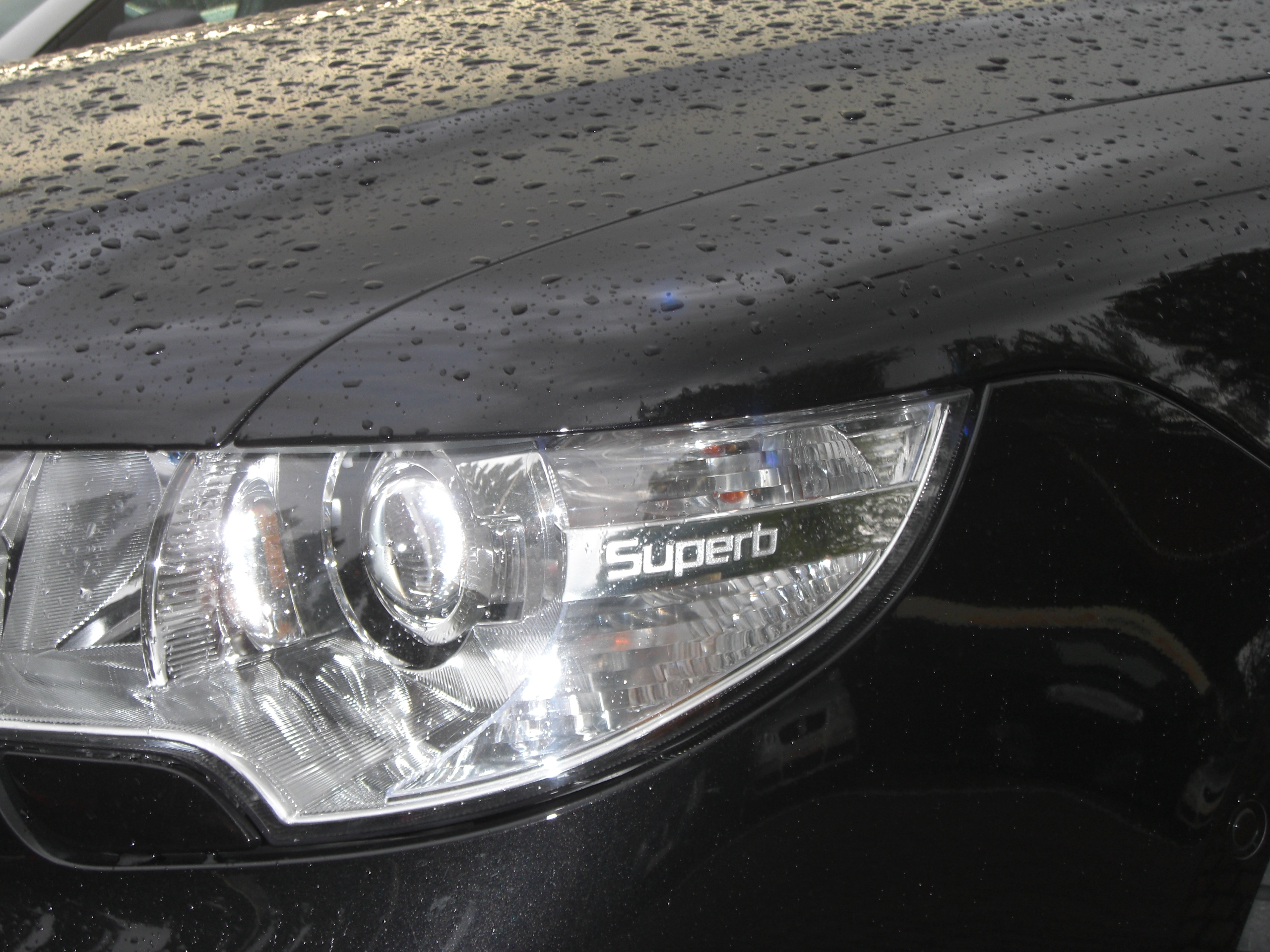
Schriftzug im Scheinwerfer
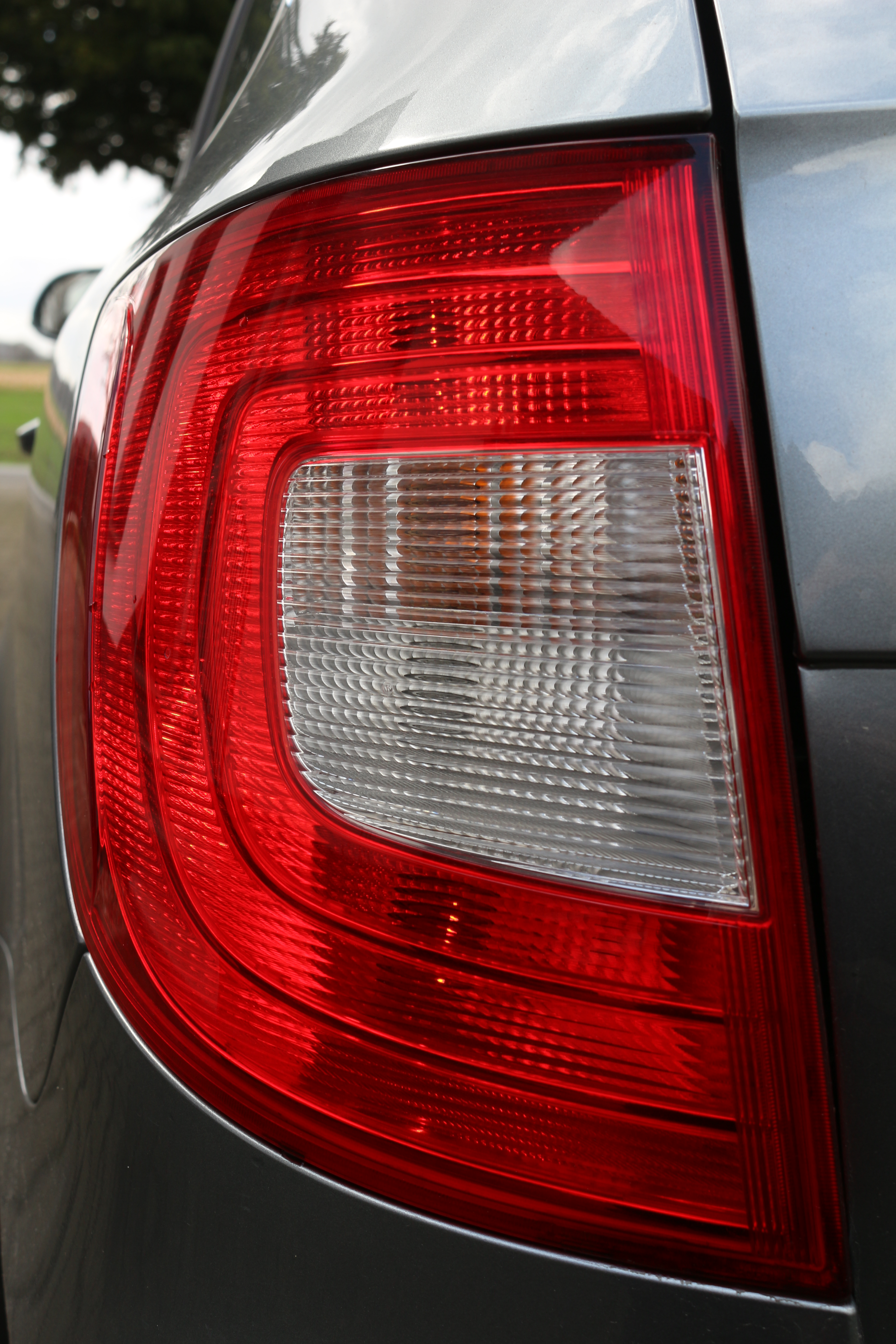
Heckleuchte im typischen „C“-Design

### Modellpflege
Im Juni 2013 gab es eine Modellpflege. Im Wesentlichen wurden Anpassungen im Frontbereich (Scheinwerfer) durchgeführt und für den Kombi waren nun auch LED-Leuchten in den Rücklichtern erhältlich. Im Innenraum änderte Škoda nur das Design von Lenkrad und Armaturentafel. Technisch wurde unter anderem die Motorenpalette überarbeitet.
Im Juni 2015 endete die Produktion des zweiten Superb.

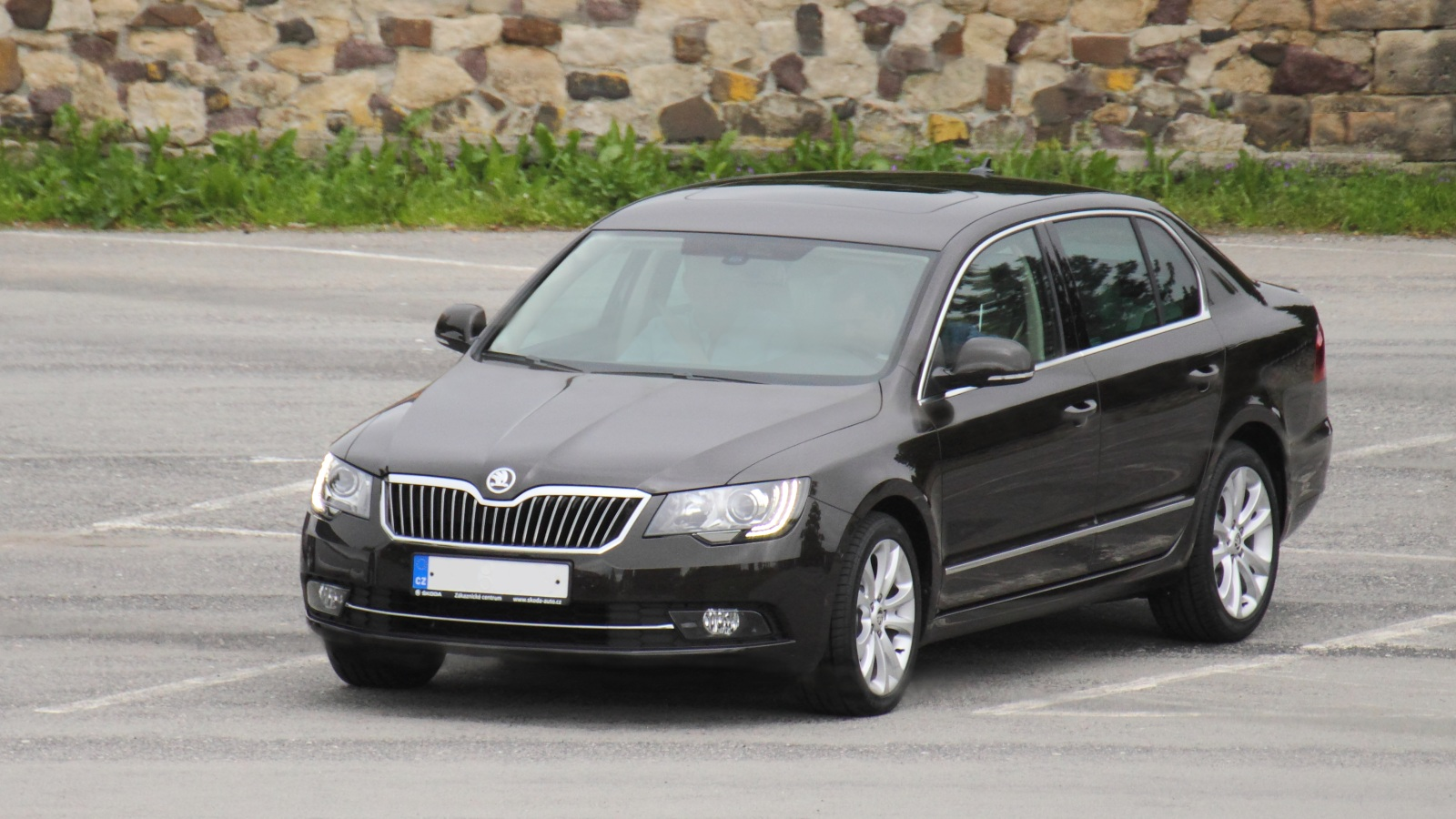
Škoda Superb (2013–2015)
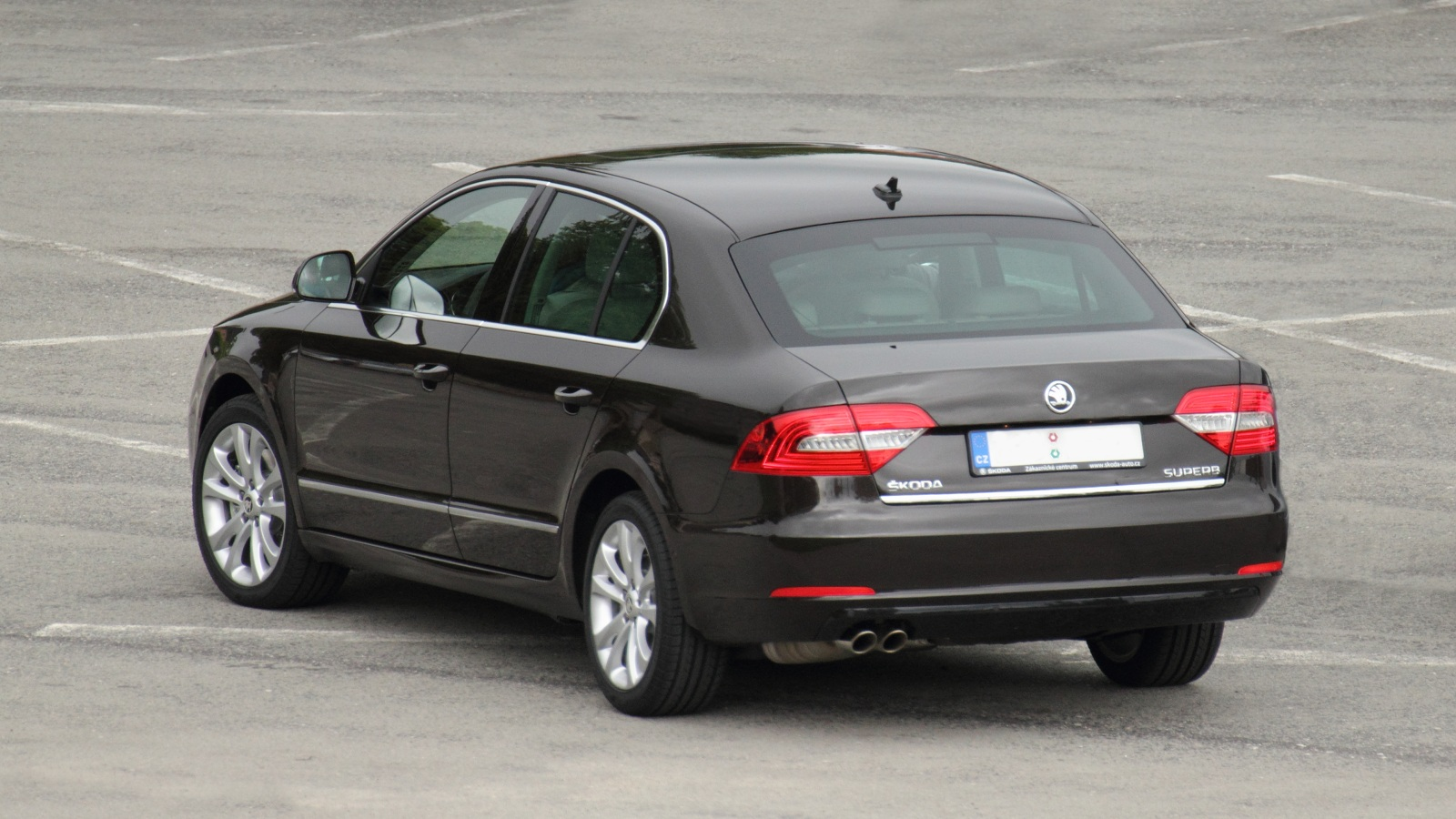
Heckansicht

## Technik
Neben den Fünf- und Sechsgang-Schaltgetrieben war für den 1,8-Liter-TSI-Benzinmotor, die beiden 2,0-Liter-Dieselmotoren, serienmäßig für den 2,0-Liter-TSI-Benzinmotor wie auch für den 3,6-Liter-VR6-Motor ein Direktschaltgetriebe (DSG) erhältlich. Vierradantrieb war auf Wunsch für den 1,8-l-Benzinmotor sowie den 2,0-l-Dieselmotor mit 103 kW und 125 kW erhältlich, beim VR6 ist er serienmäßig.
Eine technische Neuerung war das optionale Adaptive Frontlight System AFS mit Kurven-, Abbiegelicht und Autobahnlicht, das den Lichtkegel und die Scheinwerferneigung der jeweiligen Fahrsituation anpasst. Ebenfalls neu waren eine elektronische Klimaautomatik, ein automatischer Parklenkassistent und bis zu neun Airbags. Es wurde nun auch das von VW stammende Touchscreen-Navigationssystem RNS 510 unter dem Namen Columbus mit Festplatte angeboten.
Die Twindoor genannte Heckklappe des Stufenhecks lässt sich zweistufig öffnen: Zum einen kann lediglich der Kofferraumdeckel geöffnet werden, um kleinere Gegenstände einzuladen. Zum anderen gibt es die Möglichkeit, die gesamte Heckklappe mit Heckscheibe anzuheben und somit einen größeren Zugang zum 565 bis 1670 Liter fassenden Gepäckraum zu erhalten.

## Sicherheit
Im Euro-NCAP-Crashtest wurde der Superb II im Jahr 2008 mit fünf von fünf möglichen Sternen bewertet. Bei der Bewertung der Insassensicherheit von Erwachsenen erreichte das getestete Fahrzeug 90 % und bei der Insassensicherheit von Kindern 81 % der maximal möglichen Punktzahl. Im Bereich Fußgängerschutz erhielt das Fahrzeug 50 % der Punkte, die serienmäßige Sicherheitsausstattung wurde mit 71 % der möglichen Punktzahl bewertet.

## Motoren

### 06/2008–05/2013
Alle Motoren sind platzsparend quer eingebaut und stammen aus dem VW-Konzern.
Bei den Modellen mit Allradantrieb kommt das im VW-Konzern „4-Motion“ genannte System zum Einsatz. Die Kraftverteilung zwischen Vorder- und Hinterachse wird durch eine elektrohydraulische Lamellen-Viscokupplung (Haldex-Kupplung 4. Generation) geregelt. Unter normalen Bedingungen werden die Vorderräder mit 96 % der Antriebskraft angetrieben, die Hinterräder werden über die Haldex-Kupplung bei Bedarf mit Antriebskraft versorgt.
| Modell           | Zylinder/ Ventile | Hubraum  | Leistung bei min−1        | Motor- aufladung | Max. Drehmoment bei min−1 | Verbrauch laut Hersteller | Vmax (km/h) | Beschleunigung 0–100 km/h | Motorkenn- buchstaben | Motorbaureihe | Bemerkung                                      | Bauzeit         |
| Benziner         | Benziner          | Benziner | Benziner                  | Benziner         | Benziner                  | Benziner                  | Benziner    | Benziner                  | Benziner              | Benziner      | Benziner                                       | Benziner        |
| ---------------- | ----------------- | -------- | ------------------------- | ---------------- | ------------------------- | ------------------------- | ----------- | ------------------------- | --------------------- | ------------- | ---------------------------------------------- | --------------- |
| 1.4 TSI          | 4/16              | 1390 cm³ | 92 kW (125 PS)/5000       | Turbolader       | 200 Nm/1500–4000          | 6,8 Liter Super           | [199] 201   | 10,5–10,6 s [10,6–10,7] s | CAXC                  | VW EA111      | auch im Green tec                              | 06/2008–05/2013 |
| 1.8 TSI [1]      | 4/16              | 1798 cm³ | 118 kW (160 PS)/5000–6200 | Turbolader       | 250 Nm/1500–4200          | 6,9 Liter Super           | [218] 220   | 8,5–8,7 s [8,6–8,8] s     | BZB/CDAA              | VW EA888      | optional mit Allradantrieb oder 7-Stufen-DSG   | 06/2008–05/2013 |
| 2.0 TSI [2]      | 4/16              | 1984 cm³ | 147 kW (200 PS)/5100–6000 | Turbolader       | 280 Nm/1700–5000          | 8,0 Liter Super           | [234] 236   | 7,8 [7,9] s               | CCZA                  | VW EA888      | serienmäßig mit 6-Stufen-DSG                   | 04/2010–05/2013 |
| 3.6 FSI V6       | 6/24              | 3597 cm³ | 191 kW (260 PS)/6000      | -                | 350 Nm/2500–5000          | 9,4 Liter Super           | [247] 250   | 6,5 [6,6] s               | CDVA                  | VW EA390      | serienmäßig mit Allradantrieb und 6-Stufen-DSG | 09/2008–05/2013 |
| Diesel           |                   |          |                           |                  |                           |                           |             |                           |                       |               |                                                |                 |
| 1.6 TDI (CR)     | 4/16              | 1598 cm³ | 77 kW (105 PS)/4400       | Turbolader       | 250 Nm/1500–2500          | 4,2 Liter Diesel          | [187] 189   |                           | CAYC                  | VW EA189      | auch im GreenLine                              | 08/2010–05/2013 |
| 1.9 TDI (PD)     | 4/8               | 1896 cm³ | 77 kW (105 PS)/4000       | Turbolader       | 250 Nm/1900               | 5,7 Liter Diesel          | 190         |                           | BLS                   | VW EA188      | auch im GreenLine; nicht im Combi erhältlich;  | 06/2008–08/2010 |
| 2.0 TDI [3] (PD) | 4/8               | 1968 cm³ | 103 kW (140 PS)/4000      | Turbolader       | 320 Nm/1800–2500          | 5,4 Liter Diesel          | [205] 207   |                           | BMP                   | VW EA188      | optional mit 6-Stufen-DSG                      | 06/2008–02/2010 |
| 2.0 TDI [3] (CR) | 4/16              | 1968 cm³ | 103 kW (140 PS)/4200      | Turbolader       | 320 Nm/1750–2500          | 5,4 Liter Diesel          | [205] 207   |                           | CLJA/CFFB             | VW EA189      | optional mit Allradantrieb und 6-Stufen-DSG    | 02/2010–05/2013 |
| 2.0 TDI [4] (CR) | 4/16              | 1968 cm³ | 125 kW (170 PS)/4200      | Turbolader       | 350 Nm/1750–2500          | 5,7 Liter Diesel          | [220] 222   |                           | CBBB/CFGB             | VW EA189      | optional mit Allradantrieb oder 6-Stufen-DSG   | 06/2008–05/2013 |

- Werte in eckigen Klammern […]: Kombi.

[1] Das Modell mit 118-kW-(160-PS)-Motor wird durch ein rotes I im TSI-Schriftzug gekennzeichnet.

[2] Das Modell mit 147-kW-(200-PS)-Motor wird durch ein rotes SI im TSI-Schriftzug gekennzeichnet.

[3] Das Modell mit 103-kW-(140-PS)-Diesel-Motor wird durch ein rotes I im TDI-Schriftzug gekennzeichnet.

[4] Das Modell mit 125-kW-(170-PS)-Diesel-Motor wird durch ein rotes DI im TDI-Schriftzug gekennzeichnet.

### 06/2013–06/2015
Mit der Überarbeitung Mitte 2013 erhielten die Dieselmotoren und der 1.4 TSI ein Start-Stopp-System.
Für alle Motor-Getriebe-Kombinationen gab es eine Neubewertung des Normzyklus bezogen auf den CO2-Ausstoß. Die Kombination Dieselmotor mit DSG und 4x4 wurde seit dem Facelift nur mit dem 170 PS starken Motor angeboten.
| Modell                 | Zylinder/ Ventile | Hubraum  | Leistung bei min−1        | Max. Drehmoment bei min−1 | Verbrauch laut Hersteller | Vmax (km/h) | Motorkenn- buchstaben | Motorbaureihe | Bemerkung                                    | Bauzeit         |
| Benziner               | Benziner          | Benziner | Benziner                  | Benziner                  | Benziner                  | Benziner    | Benziner              | Benziner      | Benziner                                     | Benziner        |
| ---------------------- | ----------------- | -------- | ------------------------- | ------------------------- | ------------------------- | ----------- | --------------------- | ------------- | -------------------------------------------- | --------------- |
| 1.4 TSI Green tec      | 4/16              | 1390 cm³ | 92 kW (125 PS)/5000       | 200 Nm/1500–4000          | 5,9 Liter Super           | [203] 204   | CAXC                  | VW EA111      |                                              | 06/2013–06/2015 |
| 1.8 TSI                | 4/16              | 1798 cm³ | 118 kW (160 PS)/5000–6200 | 250 Nm/1500–4200          | 6,8 Liter Super           | [221] 222   | CDAA                  | VW EA888      | optional mit Allradantrieb oder 7-Gang-DSG   | 06/2013–06/2015 |
| 2.0 TSI                | 4/16              | 1984 cm³ | 147 kW (200 PS)/5100–6000 | 280 Nm/1700–5000          | 7,9 Liter Super           | [238] 240   | CCZA                  | VW EA888      | serienmäßig mit 6-Gang-DSG                   | 06/2013–06/2015 |
| 3.6 FSI V6             | 6/24              | 3597 cm³ | 191 kW (260 PS)/6000      | 350 Nm/2500–5000          | 9,3 Liter Super           | [250] 250   | CDVA                  | VW EA390      | serienmäßig mit Allradantrieb und 6-Gang-DSG | 06/2013–06/2015 |
| Diesel                 |                   |          |                           |                           |                           |             |                       |               |                                              |                 |
| 1.6 TDI Green tec (CR) | 4/16              | 1598 cm³ | 77 kW (105 PS)/4400       | 250 Nm/1500–2500          | 4,5 Liter Diesel          | [192] 194   | CAYC                  | VW EA189      | auch als GreenLine                           | 06/2013–06/2015 |
| 2.0 TDI Green tec (CR) | 4/16              | 1968 cm³ | 103 kW (140 PS)/4200      | 320 Nm/1750–2500          | 4,6 Liter Diesel          | [211] 212   | CLJA/CFFB             | VW EA189      | optional mit Allradantrieb oder 6-Gang-DSG   | 06/2013–06/2015 |
| 2.0 TDI Green tec (CR) | 4/16              | 1968 cm³ | 125 kW (170 PS)/4200      | 350 Nm/1750–2500          | 4,6 Liter Diesel          | [226] 228   | CBBB/CFGB             | VW EA189      | optional mit Allradantrieb und 6-Gang-DSG    | 06/2013–06/2015 |

- Werte in eckigen Klammern […]: Kombi.

Mit dem Facelift sind die Motorbezeichnungen bis auf die Allradvarianten entfallen.

## Produktionszahlen Škoda Superb II
Gesamtproduktion Fahrzeuge von 2008 bis 2015
| Jahr | 2008              | 2009   | 2010    | 2011    | 2012    | 2013   | 2014   | 2015              | Summe       |
| ---- | ----------------- | ------ | ------- | ------- | ------- | ------ | ------ | ----------------- | ----------- |
|      | 27.264 ca. 14.000 | 52.361 | 105.709 | 119.732 | 106.847 | 96.226 | 82.079 | 84.550 ca. 42.000 | ca. 619.000 |

## Modelle und Ausstattungsvarianten

### GreenLine
Eine Besonderheit ist der Škoda Superb GreenLine, der als Combi und Limousine gebaut wurde. Dabei handelt es sich um eine Spritspar-Version, die mit dem 1,6-Liter-Common-Rail-TDI ausgestattet ist. Der Motor leistet 77 kW (105 PS) und soll etwa 4,4 Liter pro 100 Kilometer verbrauchen. Viele Sonderausstattungen sind in dieser Version nicht erhältlich.

### Comfort
Die Ausstattungslinie Comfort umfasst u. a. ESP und ABS, die Klimaanlage Climatic, einen Fahrer-Knieairbag, Nebelscheinwerfer sowie eine Multifunktionsanzeige.

### Ambition
Diese gehobenere Ausstattungslinie umfasst zusätzlich zu Comfort unter anderem die Klimaanlage Climatronic, ein CD-Radio und beheizbare Vordersitze.

### Elegance
Elegance war bis zum Erscheinen der L&K-Ausstattung die höchste und teuerste Ausstattungslinie; zusätzlich zu den vorherigen bietet sie unter anderem noch Bi-Xenon-Kurvenscheinwerfer (bis 09/2010), Lederausstattung (bis 09/2010, nicht serienmäßig in Österreich und der Schweiz), 17-Zoll-Leichtmetallfelgen sowie ein Multifunktionslenkrad.
Durch die Reduktion der Ausstattung wurde der notwendige Abstand zur Vollausstattung erzeugt, um Platz für eine weitere Ausstattungslinie zu schaffen.

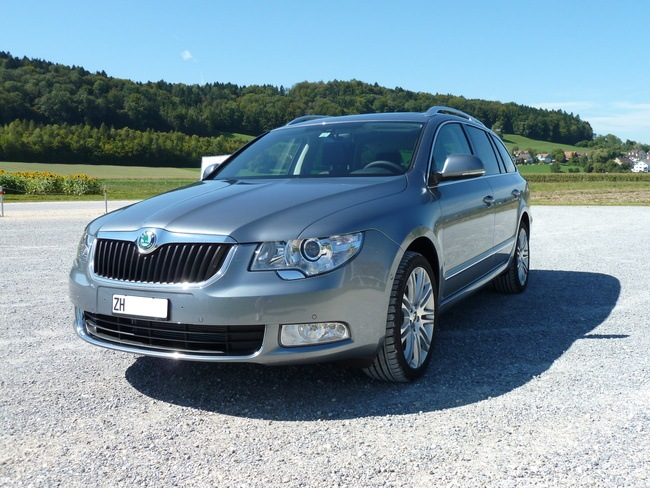
Škoda Superb Combi Elegance
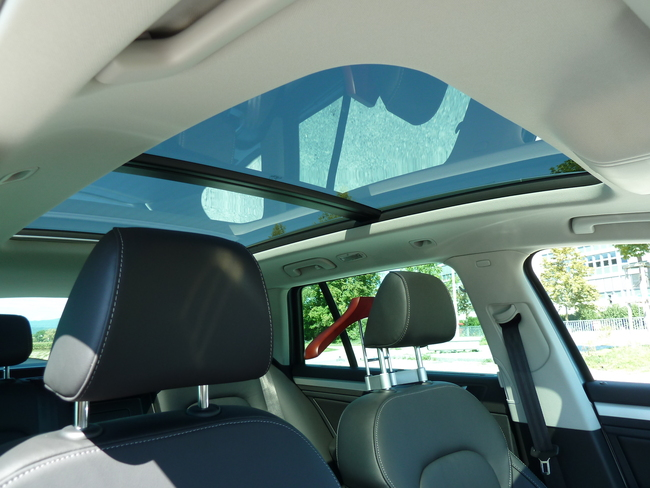
Panorama-Glasdach (Blick nach hinten)

### L&K (Laurin & Klement)
L&K als höchste Ausstattungslinie besitzt einige zusätzliche Ausstattungsmerkmale, die bis zur Abwertung bereits in der Elegance-Linie Standard waren (Leder, Xenon). Dazu weitere kleinere Extras wie Sitzheizung oder getönte Scheiben. Die Lederausstattung in Dunkelbraun ist wie die 18 Zoll-Felge Sirius dem L&K vorbehalten.
Für Deutschland gibt es großzügig rabattierte Paketlösungen wie Premiumpaket und Businesspaket nur für Elegance. Das hat als Paradoxon zur Folge, dass bei Auswahl der L&K-Linie das Fahrzeug bei gleicher Ausstattung ca. 1.500 Euro teurer ist (Stand 2013).

## EVC S7electric

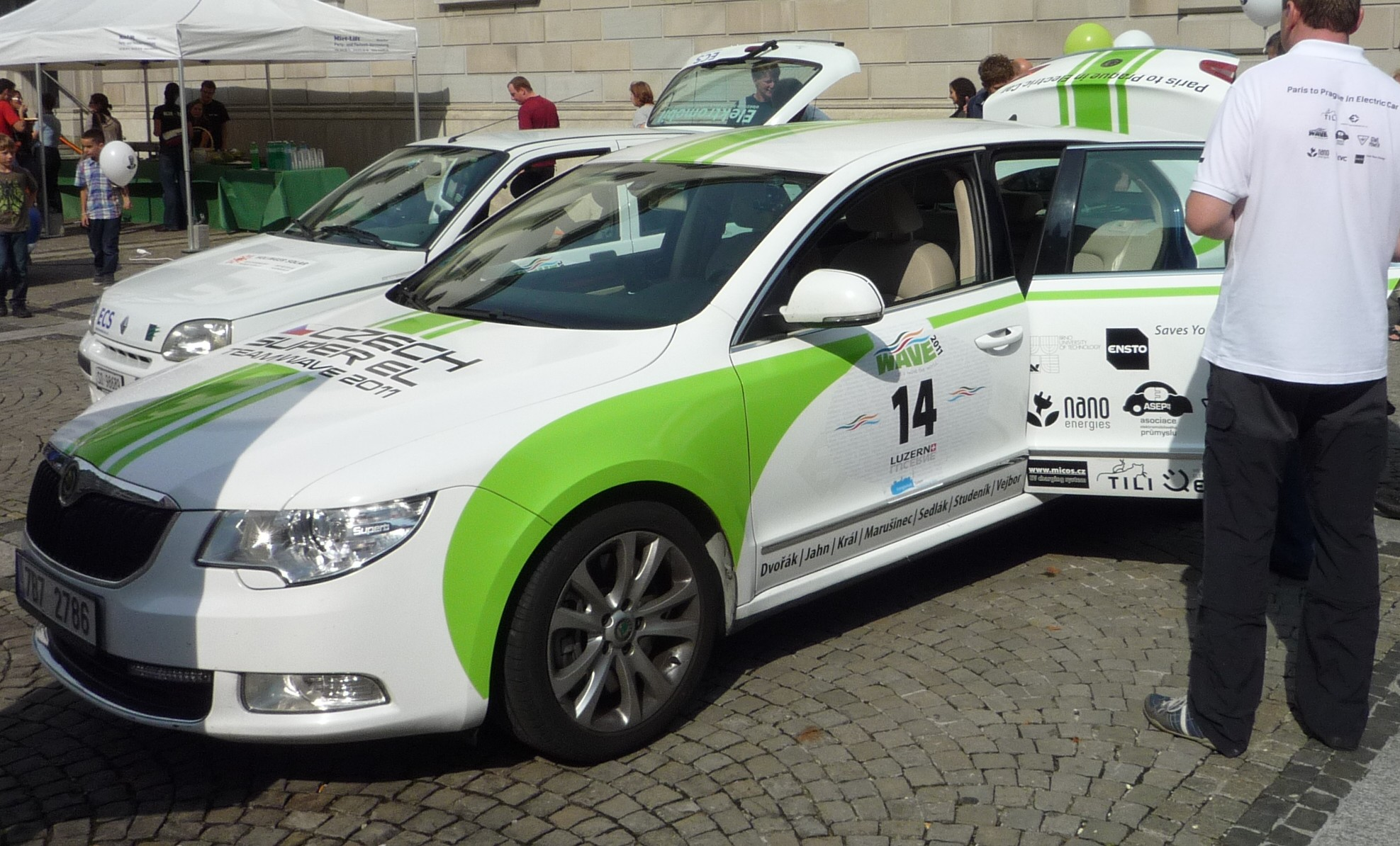
EVC S7electric

Das tschechische Unternehmen EVC baute im Jahr 2012 den Škoda Superb II (Limousine) in Elektroautos um. Der Kofferraum blieb dabei frei, womit der nutzbare Innenraum einer normalen Benzinversion entsprach. EVC gab für verschiedene Versionen eine Höchstgeschwindigkeit von 130 oder 170 km/h an. Die Reichweite beträgt laut EVC zwischen 130 und 300 Kilometern. Der Elektromotor leistete bis zu 65 kW. Das Fahrzeug brauchte für die 3000 Kilometer in Etappen von Paris nach Prag 675 kWh. Dies entspricht 22,5 kWh/100 km.